# جائحة فيروس كورونا في شمال الراين-وستفاليا
تروي هذه المقالة تفاصيلَ الجائحة الفيروسيَّة لمرض فيروس كورونا 2019 (كوفيد-19) في ولاية شمال الراين-وستفاليا الفيديرالية في ألمانيا. وبحلول 15 مارس 2020، بلغ عدد الإصابات في الولاية 1,154 إصابةً مؤكدة، ومن ضمنها خمس حالات وفاة.

## خلفية
في 12 يناير 2020، أكدت منظمة الصحة العالمية عن ظهور فيروس كورونا المستجد كسبب للمرض التنفسي الذي أصاب مجموعة من الأشخاص في مدينة ووهان، مقاطعة خوبي، الصين، إذ أُبلغ عنهم إلى منظمة الصحة العالمية في 31 ديسمبر 2019. كانت نسبة الوفيات بين الحالات المُشخصة بكوفيد-19 أقل بكثير من جائحة فيروس سارس في عام 2003، لكن انتقال العدوى كان أكبر، والوفيات أيضًا.

## التسلسل الزمني للأحداث
في 25 فبراير 2020، سُجِّلَت أول إصابة في المرض في ولاية شمال الراين-وستفاليا، وكان المصاب رجلًا ذي 47 عامًا يعيش في بلدة إركلنتس الواقعة في هاينسبرغ. وقد تلقى هذا الرجل في وقت سابق علاجًا لمَرَض آخر في مشفى كولونيا الجامعيّ في 13 و19 فبراير، وخالط الرجل أثناء علاجه 41 شخصًا من الكوادر الطبية والمرضى الآخرين في المشفى، وظهر على أحد أعضاء الكادر الطبي أعراض مرض فيروس كرورنا وخضع لفحص الإصابة.
في 26 فبراير، خضعت زوجة الرجل لفحص وتبينت إصابتها بالمرض، وهي تعمل معلمة في حضانة للأطفال، وعُزِلَت مع زوجها في مستشفى دوسلدورف الجامعي. كما تبينت إصابة اثنين من زملائهما بالعمل.
في 27 فبراير، سجَّلَت مقاطعة هاينسبرغ -غرب الولاية- 14 حالة إصابة جديدة، 9 منها من بلدية غانغلت، واثنتان من سيلفكانت، وواحدة من دوسلدورف، وواحدة من مدينة هاينسبرغ(مركز مقاطعة هاينسبرغ)، وواحدة أتت من بلدية هرتسوغنرات الواقعة في مقاطعة آخن. وهناك عدة حالات منها ارتبطت بالمهرجان الذي أقيم في غانغليت بتاريخ 15 فبراير. وخضعت جميع الإصابات للعزل المنزلي. وأوصل ذلك مجموع المصابين في مقاطعة هاينزبرغ إلى 20 حالة. وتبينت إصابة طبيب من مدينة مونشغلادباخ بالمرض وعُزِل في منزله أيضًا. وكان هذا الطبيب أحد الحاضرين أيضًا في المهرجان الذي أقام في غانغليت.
في 28 فبراير، سَجَّلَت آخن أولى حالات الإصابة بفيروس كوفيد-19، وكانت المصابة امرأة من بلدية هرتسوغنرات(من مقاطعة آخن)، كما أنها كانت ممّن حضروا المهرجان المقام في غانغليت في 15 فبراير، ووضعت المصابة في العزل المنزلي. وبنهاية 28 فبراير، سجلت مقاطعة هاينسبرغ 17 إصابة جديدة، مما رفع العدد الإجمالي في المقاطعة إلى 37 حالة مؤكدة.
في 29 فبراير، ارتفع عدد الحالات في مقاطعة هاينسبرغ إلى 60. بالإضافة إلى تسجيل حالة جديدة في مدينة بون، و3 حالات أخرى في مقاطعة آخن(اثنتان في مدينة فورسلن وواحدة في مدينة آخن)، وحالة جديدة في لودنشايد. وسجَّلَت كلٌّ من دويسبورغ وكولونيا حالتين جديدتين لكل منهما. كما سجِّلَت أولى الحالات في مدينة مونستر.
في 1 مارس، ارتفع عدد الحالات في مقاطعة هاينسبرغ إلى 68، وسٌجِّلَت إصابة جديدة في مقاطعة راينيش-بيرجيشر(Rheinisch-Bergischer)، وكانت المصابة سيدة من بلدة أوفرات.
في 2 مارس، ازداد عدد الحالات المؤكدة في هاينسبرغ ليصبح 79 حالة. وسجَّلت مقاطعة أونا (Unna) حالتها الأولى، وهي سيدة ذات 61 عامًا.
في 3 مارس، ازداد عدد الإصابات في هاينسبرغ مجددًا ليصبح 84. وسُجِّلَت حالتان جديدتان في مدينة مونستر. كما سَجَّلَت مدينة نويس أولى حالاتها.
في 4 مارس، سجَّلَت مدينة بوخوم أولى حالاتها لرجل في الـ68 من عمره عائد من إجازة في إيطاليا.
في 5 مارس، وصل عدد الحالات المكتشفة من خلال الفحوص المخبرية في هاينسبرغ إلى 195 حالة. وأعلنت السلطات المحلية إغلاق جميع المدارس، ورياض الأطفال، ومنشآت الرعاية النهارية، ومراكز الرعاية المبكرة لذوي الاحتياجات الخاصة. وسيستمر الإغلاق حتى 15 مارس على الأقل. وسجلت 6 إصابات جديدة في مدينة مونستر: أربعة منها كانوا تلاميذًا في مدرسة مارين (Marienschule)، والإصابة الخامسة كانت لطفل في حضانة غير مسجلة قانونيًا في منطقة هيلتروب (Hiltrup)، أما الحالة السادسة فكانت لشخص يقطن في بلدة كوسفلد ويعمل في الاتحاد البلدي في مدينة مونستر. ومن باب الاحتياط، أغلِقَت المدرسة والحضانة اللتان اكتشفت فيهما حالات الإصابة.
في 6 مارس، ارتفع عدد الحالات في مقاطعة هاينسبرغ إلى 220 حالة مؤكدة. وخصصت وِحْدَة طبية متنقلة لمساعدة الناس في منطقتَيْ غانغليت وبريدجين. وسجلت بوخوم ثاني حالات الإصابة المؤكدة، والمصابة هي زوجة الرجل الذي كان هو الحالة الأولى.
في 7 مارس، سٌجِّلَت ثلاث حالات إصابة جديدة في رمشايد، وواحدة أخرى في فرملزكيرشن. كما سجلت بوخوم ثالث حالاتها، وكان المصاب رجلًا ذي 58 عامًا من منطقة فايتمار (Weitmar)، وهذا الرجل عاد مؤخرًا من إجازة قضاها في إيطاليا.
في 8 مارس، ارتفع عدد الحالات الإجمالي في ولاية شمال الراين-وستفاليا إلى 484 حالة مؤكدة: منها 277 حالة في مقاطعة هاينسبرغ. وسجلت بوخوم رابع حالات الإصابة فيها، وكانت المصابة امرأة عائدة من إجازة قضتها في مقاطعة بولسانو الإيطالية، ووُضعَت السيدة في الحَجْر المنزلي. وسجلت إصابة جديدة لرجل ذي 44 عامًا يسكن في مدينة مونستر، ووضع في الحجر الصحي هو وعائلته. كما سجلت دوسلدورف رابع حالاتها، والمصاب رجل كان يتعامل مع أفراد من مقاطعة هاينسبرغ. ولكن جميع الحالات المسجلة في مدينة دوسلدورف كانت لا تظهر عليها الأعراض، أو تظهر عليها أعراض خفيفة. وهناك 6 حالات مصابة في بلدة إركرات في مقاطعة ميتمان (Mettmann). وأُصِيب ثلاثة أشخاص آخرون بالفيروس في بلدة برغكامن في مقاطعة أونا (Unna)، ويٌعتَقَد أن هؤلاء المصابين الثلاثة تعاملوا مع أحد المصابين عند زيارتهم لهامبرغ.
في 9 مارس، سُجِّلَت أول حالتيْ وفاة بفيروس كوفيد-19 في ألمانيا، وكانت أولى الوفيات سيدة ذات 89 عامًا من مدينة إسن، أما الوفاة الثانية فكانت لرجل ذي 78 عامًا من مدينة هاينسبرغ(مركز مقاطعة هاينسبرغ).
وبنهاية 10 مارس، وصلت الحالات المؤكدة في ولاية شمال الراين-وستفاليا إلى 648 حالة. وأُلغِيَت جميع الفعاليات التي يزيد المشاركون فيها عن 1000 في الولاية.
في 11 مارس، وصل عدد الإصابات في شمال الراين-وستفاليا إلى 801 إصابة مؤكدة، بينها 3 حالات وفاة.
في 12 مارس، وصل عدد الحالات التي سجلتها معهد روبرت كوخ للتحكم والوقاية بالأمراض إلى 688 حالة.
في 13 مارس، وصل عدد الحالات التي سجلتها مؤسسة روبرت كوخ إلى 936 حالة.
وفي 13 مارس، قررت حكومة الولاية إغلاق جميع المدارس ورياض الأطفال ابتداءًا من 16 مارس(كانت المدارسة مغلقة حتى 15 مارس حسب قرار سابق). وستبقى حالة الإغلاق حتى 19 أبريل.
في 14 مارس، واستنادًا إلى معهد روبرت كوخ، فقد وصلت حالات الإصابة الإجمالية في الولاية إلى 1,154 حالة مؤكدة.